# Dryopidae
Dryopidae je čeleď brouků z nadčeledi Byrrhoidea.

## Taxonomie
- Rod Dryops Olivier, 1791
  - Dryops auriculatus (Geoffroy, 1785)
  - Dryops griseus (Erichson, 1847)
  - Dryops similaris Bollow, 1936
  - Dryops ernesti Des Gozis, 1886
  - Dryops luridus (Erichson, 1847)
  - Dryops nitidulus (Heer, 1841)